# Pórtico Emília
Pórtico Emília (em latim: Porticus Aemilia) era um galpão da Roma Antiga localizado onde é hoje o rione Testácio.

## História e descrição
Este galpão, provavelmente dotado de um pórtico, foi construído em 193 a.C. pelos edis Marco Emílio Lépido e Lúcio Emílio Paulo, de onde vem a associação com a gente Emília e reconstruído em 174 a.C. pelos censores Quinto Fúlvio Flaco e Aulo Postúmio Albino.
As fontes não mencionam qual era a função do monumento, construído perto do Empório, o porto fluvial da cidade. Já se sugeriu que ele fosse identificado como sendo as ruínas que estão entre a via Beniamino Franklin e a via Marmorata: algumas paredes de tufo em opus incertum ainda são visíveis na via Branca, via Rubattino e via Florio. Em 2006, uma proposta alternativa identificou estas ruínas como sendo da antiga Navália republicana, que, na sua época, era utilizada para abrigar a marinha de guerra romana. Escavações realizadas no local a partir de 2010 pela Soprintendenza Speciale per i Beni Archeologici di Roma em cooperação com o Reale Istituto Neerlandese di Roma e o Municipio I ainda não foram capazes de revelar detalhes suficientes para apoiar nenhuma destas teorias. É possível ainda que elas sejam nada mais do que uma rua com um pórtico entre a Porta Trigêmina e o Empório e não um galpão.
O edifício em opus incertum era bem grande, com 47 metros de comprimento, 60 metros de largura e dividido em vários aposentos por 294 pilares que formavam sete fileiras no comprimento e mais de 50 nave, cada uma coberta por uma série de abóbadas sobrepostas de 8,3 metros; a área total era cerca de 25 000 m2.
A distância entre o edifício e o Tibre — onde, provavelmente desde o final da era republicana, as mercadorias eram descarregadas dos navios ficavam estocadas — era de cerca de 90 metros.
Na época de Trajano ou depois outros edifícios foram interpostos entre o rio e o edifício.